# Abanoglaciären
Abanoglaciären (georgiska: აბანოს მყინვარი, Abanos mqinvari), eller bara Abano (აბანო), är en glaciär i nordöstra Georgien, i regionen Mtscheta-Mtianeti. Närmaste större samhälle är Stepantsminda, 9 km sydost om glaciären.